# Adipicola
Adipicola is een geslacht van tweekleppigen uit de familie van de Mytilidae.

## Soorten
- Adipicola arcuatilis Dell, 1995
- Adipicola crypta (Dall, Bartsch & Rehder, 1938)
- Adipicola dubia (Prashad, 1932)
- Adipicola iwaotakii (Habe, 1958)
- Adipicola longissima (Thiele & Jaeckel, 1931)
- Adipicola osseocola Dell, 1987
- Adipicola pacifica (Dall, Bartsch & Rehder, 1938)
- Adipicola pelagica (Forbes in Woodward, 1854)
- Adipicola projecta (Verco, 1908)